# Jiří Křižan
Jiří Křižan (* 26. Oktober 1941 in Valašské Meziříčí; † 13. Oktober 2010 in Branky) war ein tschechischer Drehbuchautor und Politiker.

## Leben
Jiří Křižans Eltern wurden durch die Kommunistische Partei der Tschechoslowakei und das kommunistische Regime in der Tschechoslowakei verfolgt. Sein Vater wurde 1951 nach einem Politprozess zum Tode verurteilt und hingerichtet; Jiří selbst im Jahr 1958 kurz vor dem Abitur aus dem Gymnasium geworfen, da er abfällige Gedichte über den kurz zuvor verstorbenen Präsidenten Antonín Zápotocký publiziert hatte.
1964 bis 1968 studierte Křižan an der Film- und Fernsehfakultät der Akademie der Musischen Künste in Prag. Um sich das Studium zu finanzieren, arbeitete er zunächst als Bergmann und während der Zeit des Prager Frühlings im Jahr 1968 als Journalist bei der Tageszeitung Mladá fronta Dnes. In jener Zeit schrieb er bereits Drehbücher für Kurzfilme. 1965 wurde sein erstes Drehbuch Horký vzduch von Regisseur Václav Gajer verfilmt. Křižans Zenit als Autor erreichte dieser in den 1970er Jahren, als er beinahe jährlich das Drehbuch zu einem Film schrieb. Dennoch schrieb er selbst in seinen späteren Jahren Drehbücher und entwickelte 2003 sogar die sechsteilige Miniserie Záchranáři.
Unter dem Pseudonym John Beran schrieb er 1971 das Buch Exercicia, welches ausschließlich in Schweden und den Niederlanden publiziert wurde.
Ab Mitte der 1980er Jahre engagierte sich Křižan in der antikommunistischen Bewegung auch politisch und gründete im Januar 1989 einen Ausschuss, um so die Freilassung Václav Havels aus dem Gefängnis zu erreichen. Zusammen mit Havel und Alexandr Vondra trug Křižan durch seine Arbeit maßgeblich zum Sturz des Kommunismus bei. Als Havel im Dezember 1989 zum tschechischen Präsidenten gewählt wurde, folgte ihm Křižan als wichtiger Berater in die Regierung. Zuletzt wurde er 1992 als stellvertretender tschechischer Innenminister vereidigt; ein Amt, welches er bis 1994 innehatte.
Danach kehrte Jiří Křižan wieder als Drehbuchautor in die Welt des Films zurück. 1999 wurde er für seinen Film Je třeba zabít Sekala mit dem Böhmischen Löwen und dem Polnischen Filmpreis ausgezeichnet. Im selben Jahr wurde er auf dem Polnischen Filmfestival Gdynia für selben Film für das Beste Drehbuch ausgezeichnet.
Bei der im Mai 2010 stattfindenden Parlamentswahl in Tschechien bewarb sich Jiří Křižan als Mitglied der Partei TOP 09 erfolglos für einen Sitz im tschechischen Abgeordnetenhaus.
Křižan starb im Oktober 2010, kurz vor seinem 69. Geburtstag, an einem Herzinfarkt.

## Filmografie (Auswahl)
- 1977: Schatten eines heißen Sommers (Stíny horkého léta)
- 1980: Die Zeugenaussage (Paragraph 224)
- 1980: Signum Laudis
- 1984: Die verlängerte Zeit (Prodlouzený cas)
- 1984: Gekauftes Leben (Mrtvi ucia zivych)
- 1985: Der Hirtenjunge aus dem Tal (Pasácek z doliny)
- 1987: Outsider
- 1989: Reise nach Südwest (Cesta na jihozápad)
- 1998: Der Bastard muss sterben (Je treba zabít Sekala)